# 慕容豪
慕容 豪（ぼよう ごう、生年不詳 - 398年）は、五胡十六国時代の後燕の人物。元の名は張豪。

## 生涯
後燕に仕え、昌黎王蘭汗の太子の蘭穆の腹心であった。
398年7月、張豪・李旱・衛双・劉忠・張真らは長楽王慕容盛と古くから親しくしていた。慕容盛は父の慕容宝を殺害した昌黎王蘭汗打倒を密かに計画、張豪らもこれに加わった。蘭堤・蘭加難の反乱を鎮圧した蘭穆が戦勝の宴を催した。蘭汗と蘭穆らは泥酔、慕容盛は廁へ行くと偽り、垣を越えて東宮に入って張豪らとともに蘭穆を殺害した。
8月、後将軍に任じられ、公爵に封じられた。慕容の姓を賜り、慕容豪と改名した。
9月、幽州刺史に任じられ、肥如に鎮した。
12月、尚書左僕射張通・鎮西将軍張順とともに謀反に関わったとして誅殺された。